# Aleksandr Kuchma
Aleksandr Kuchma   (Taraz, 9 de desembre de 1980) és un exfutbolista kazakh de la dècada de 2000.
Fou 37 cops internacional amb la selecció del Kazakhstan. Pel que fa a clubs, defensà els colors de FC Taraz i FK Astana.